# Type 10

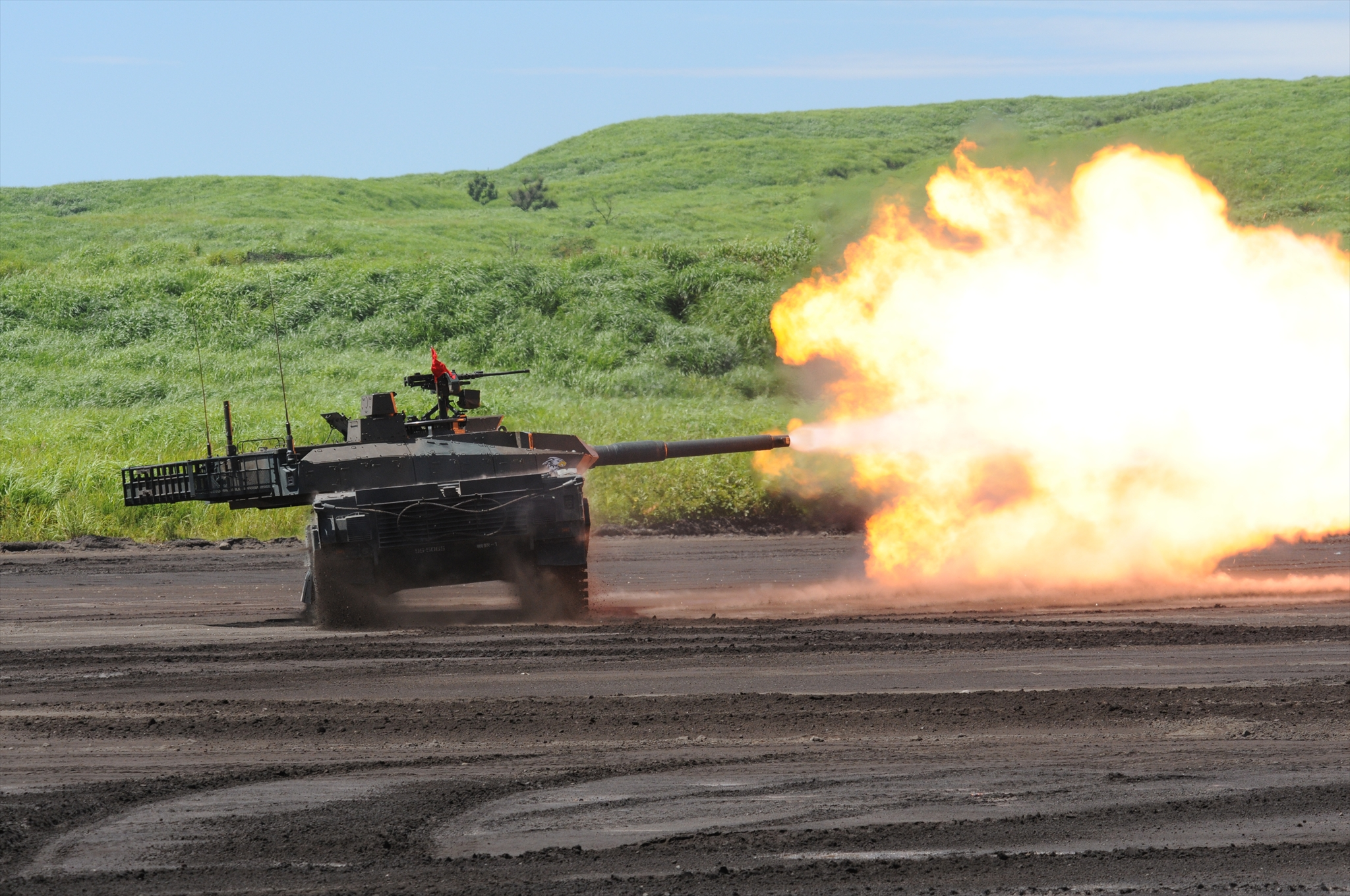
Type 10 japonês disparando seu canhão no decorrer de um treinamento.

O Type 10 (10式戦車, Hitomaru-shiki sensha) é um tanque de guerra japonês do exército nacional do país. Foi projetado para combater outros blindados e tem enormes capacidades defensivas, móveis e modernos sistemas de contingência.

## Armamento
O Type 10 opera uma torre com capacidade de rotação em 360º em pleno movimento e como armamento principal possui um canhão L44 de 120 mm liso fabricado sob licença. Para complementar o canhão, a torre vem com um sistema de recarga automática.
Como armamento secundário, o blindado emprega uma metralhadora coaxial Type 74 de 7,62 mm e uma pesada M2HB de 12,7 mm no topo da torre.

## Proteção
O casco é equipado com aço nanocristalizado, armadura modular composta de cerâmica de 4ª geração para deter granadas autopropulsadas (RPGs), projéteis HEAT (High-Explosive Anti-Tank) e mísseis antitanque. Os módulos de proteção adicionais podem ser facilmente adicionados e removidos de modo a fornecer melhor proteção.
Conta com proteção contra ameaças nucleares, biológicas e químicas (NBC), um sistema de extinção de incêndio, granadas de fumo instaladas na torre para criar uma cortina de fumaça e ocultar a visibilidade do veículo perante os inimigos.
Desde setembro de 2024 que o Ministério da Defesa do Japão procura modernizar os seus Type 10 com sistemas de proteção ativa para deter ameaças maiores, como projéteis antitanque, e uma torre de controle remoto (RWS) de 30 mm complementada por uma antena para detectar drones, incluindo loitering (drones munição).

## Galeria

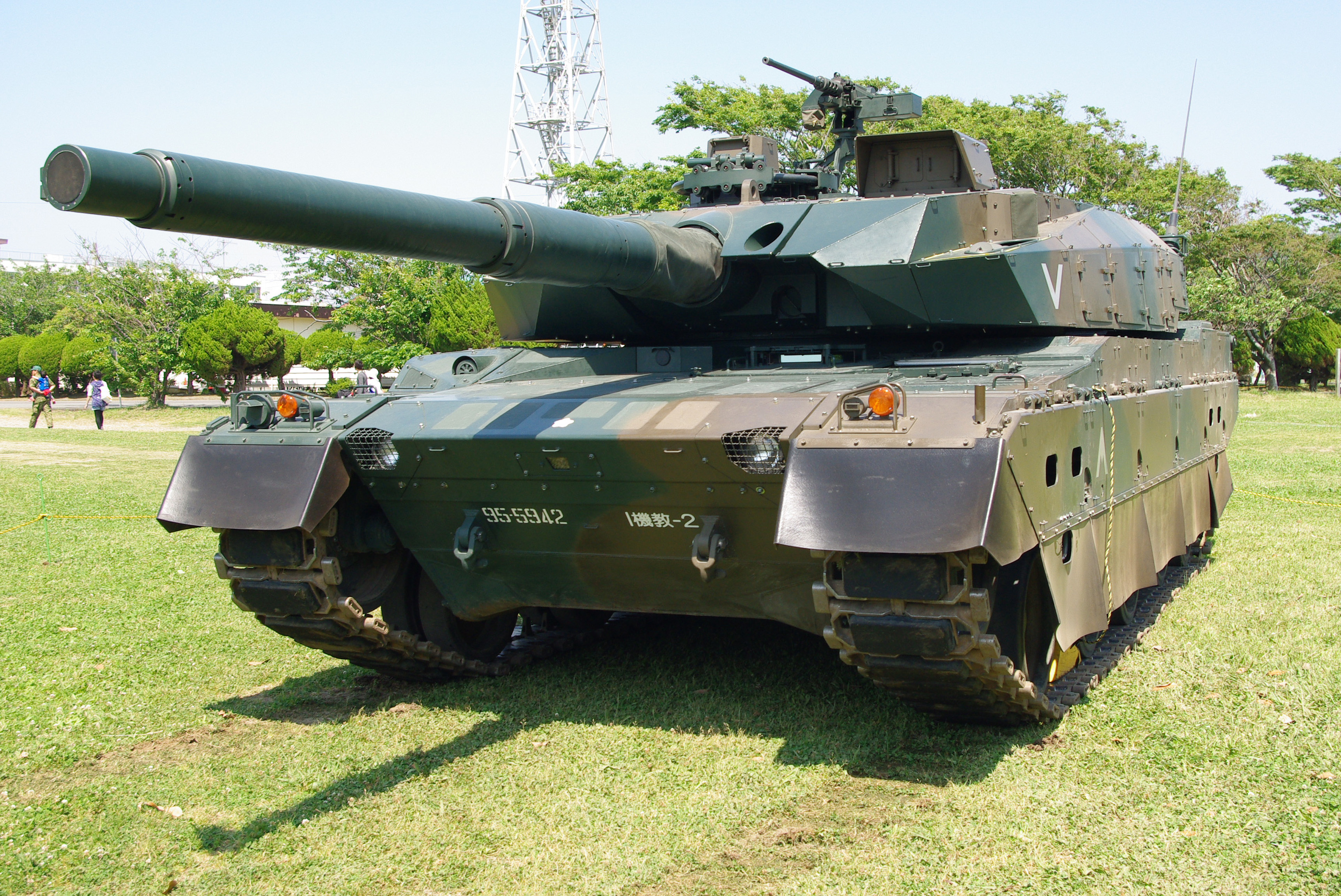
Protótipo #3.
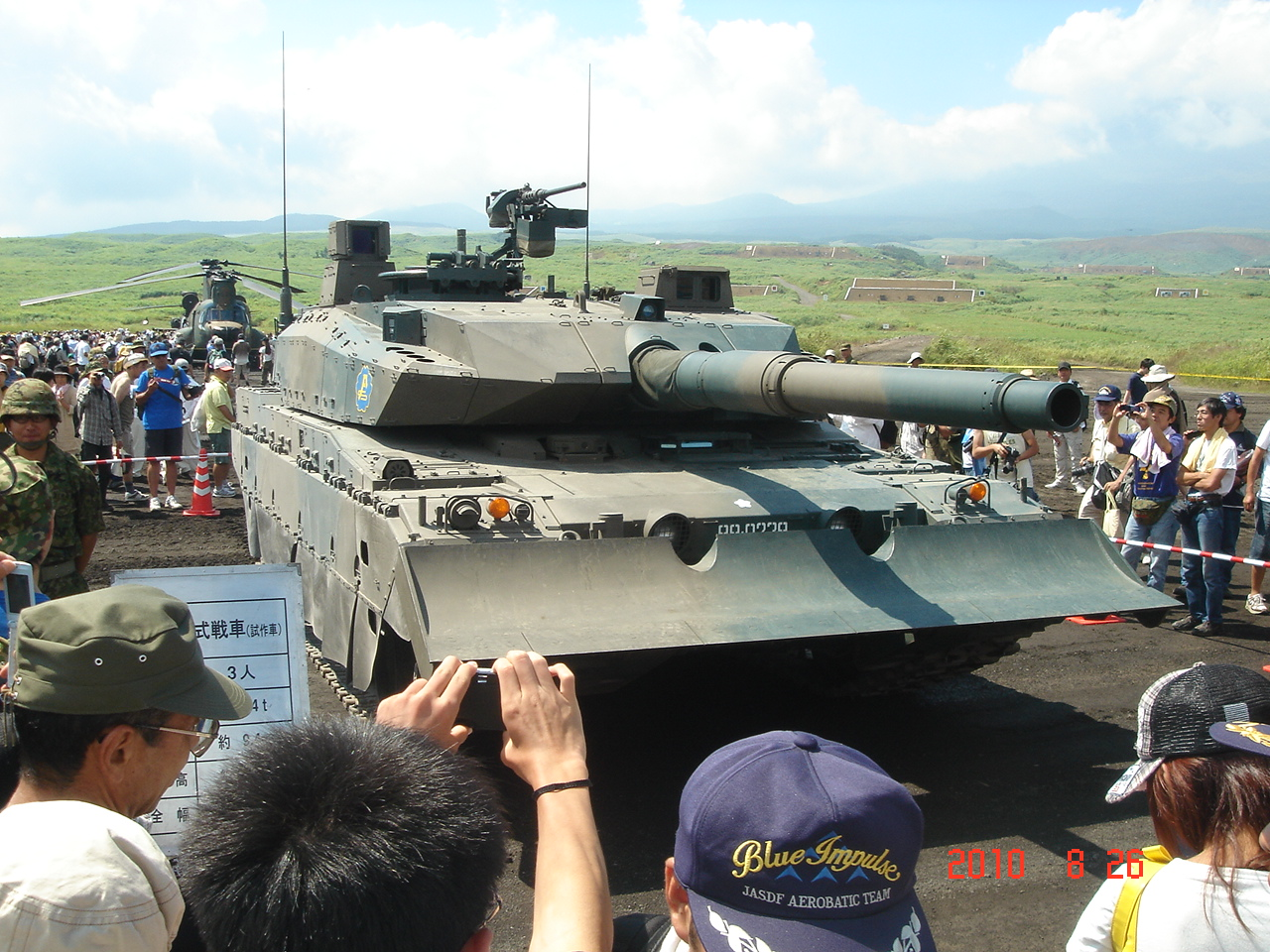
Tanque Hitomaru-shiki sensha.
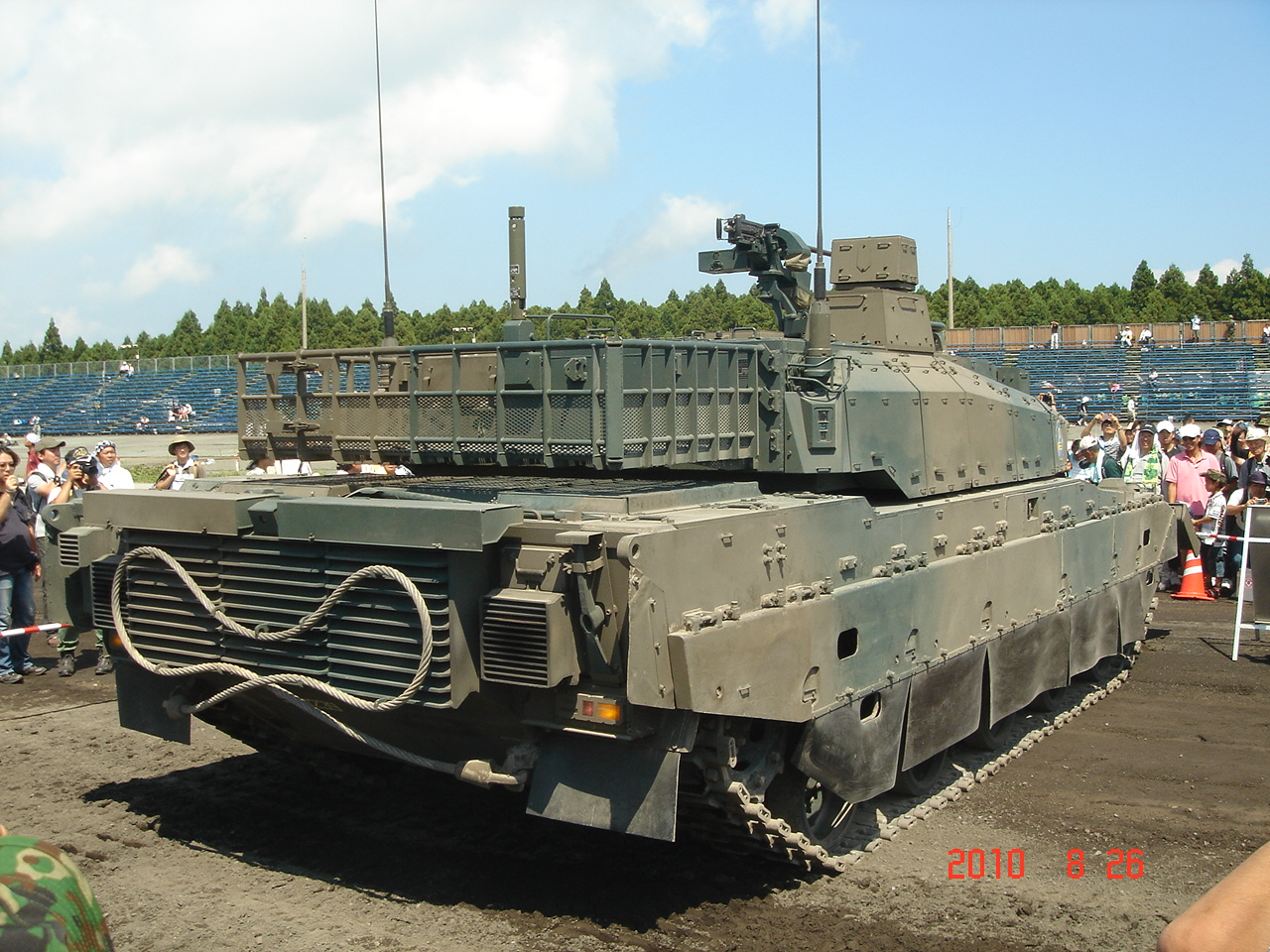
Parte dianteira do tanque.
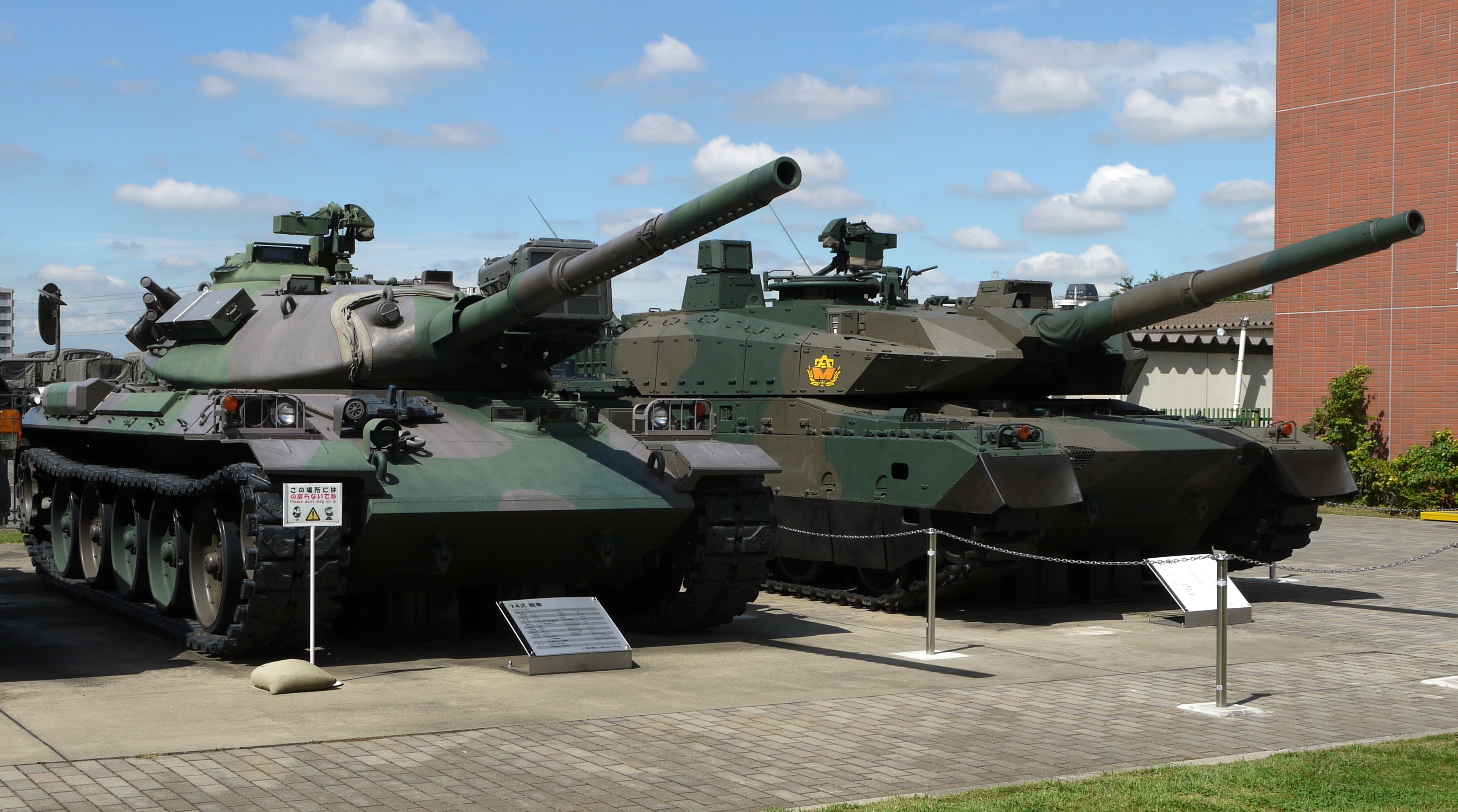
O Type 10 (direita) ao lado de um tanque Type 74.

#### Outros MBTs japoneses:
- Type 90 (antecessor)
- Type 74
- Type 61

#### MBTs semelhantes:
- Altay (Turquia)
- K2 Black Panther (Coreia do Sul)
- Leclerc (França)

#### Páginas relacionadas:
- Força Terrestre de Autodefesa do Japão
- Lista de veículos blindados de combate por país